# Talismã
Talismã es un municipio brasileño localizado en el sur del estado del Tocantins.

## Geografía
Se localiza a una latitud 12°47′42″ S y a una longitud 49°5′33″ O, estando a una altitud de 270 metros. Su población estimada en 2004 era de 2.609 habitantes.